# Rita Wu
Rita Wu (Araraquara, 1987) é uma arquiteta, designer e pesquisadora brasileira. Descendente patrilinear de chineses, em seus trabalhos, Rita explora a relação entre corpo, espaço e tecnologia, investigando a expansão que a tecnologia pode trazer para a percepção espacial através de interfaces vestíveis. Selecionados e apresentados em diversas bienais e festivais, seus trabalhos já figuraram na Bienal de Arquitetura, no Festival Contato e no FILE, bem como em exposições no Museu da Imagem e do Som da cidade de São Paulo. Suas obras foram premiadas, dentre outros, no Festival do Minuto e na Bienal de Arquitetura. Seus trabalhos na televisão, por sua vez, incluem a campanha ‘Face Critics’ da Ray-Ban no ano de 2016 e, mais recentemente, o programa Batalha Makers Brasil, exibido durante o primeiro semestre de 2019 no Discovery Channel. Rita é considerada uma das maiores especialistas em mídias digitais no Brasil e ocupava, em 2018, o cargo de diretora na Rede Fab Labs Livre SP, a maior rede de Fab Labs pública do mundo, ligada à Secretaria Municipal de Inovação e Tecnologia de São Paulo.
Em agosto de 2020, Rita se tornou colunista da edição brasileira do programa CNN Tonight, ao lado de Mari Palma, Gabriela Prioli e Leandro Karnal. Ao lado de nomes como Luiza Trajano e Vera Magalhães, Rita fez parte da seleção das "20 mulheres de 2020" do Universa UOL.
No início de 2021, Rita se juntou ao quadro de entrevistadoras do programa CNN Nosso Mundo.

## Biografia
Rita passou por cinco cursos de graduação distintos,[carece de fontes?] vindo a concluir Arquitetura e Urbanismo na Faculdade de Arquitetura e Urbanismo da Universidade de São Paulo. É pesquisadora ligada aos grupos DeVIR e DIGIFAB-USP, além de ser sócio-fundadora do Fab Lab (Laboratório de Fabricação Digital) no Brasil, uma rede de laboratórios públicos integrados ao movimento maker.
| “         | Mais do que o D.I.Y (do it yourself), o movimento maker tem essa pegada do D.I.T (do it together), que é o que realmente importa. É entender que ninguém é nada sozinho, que deve existir um respeito profundo pelo conhecimento comum e pelas coisas. | ” |
| — Rita Wu | |   |

Entusiasta da biologia sintética e do biohacking, Rita foi a criadora de uma plataforma que desenvolve e compartilha designs em 3-D de objetos pensados para estimular o próprio prazer.

## Metaverso
Em agosto de 2022, Rita começou a apresentar o podcast Metacast, da CNN, sobre o metaverso. Em 2022, também protagonizou o primeiro casamento no metaverso da América Latina. 